# 埃米加諾·維拉
埃米加諾·維拉（1988年3月12日—）是一位阿爾巴尼亞足球運動員。在場上的位置是中場。他現在效力於阿爾巴尼亞足球超級聯賽球隊地拉那游擊隊足球俱樂部。他也代表阿爾巴尼亞國家足球隊參賽。